# Leist (Freundeskreis)

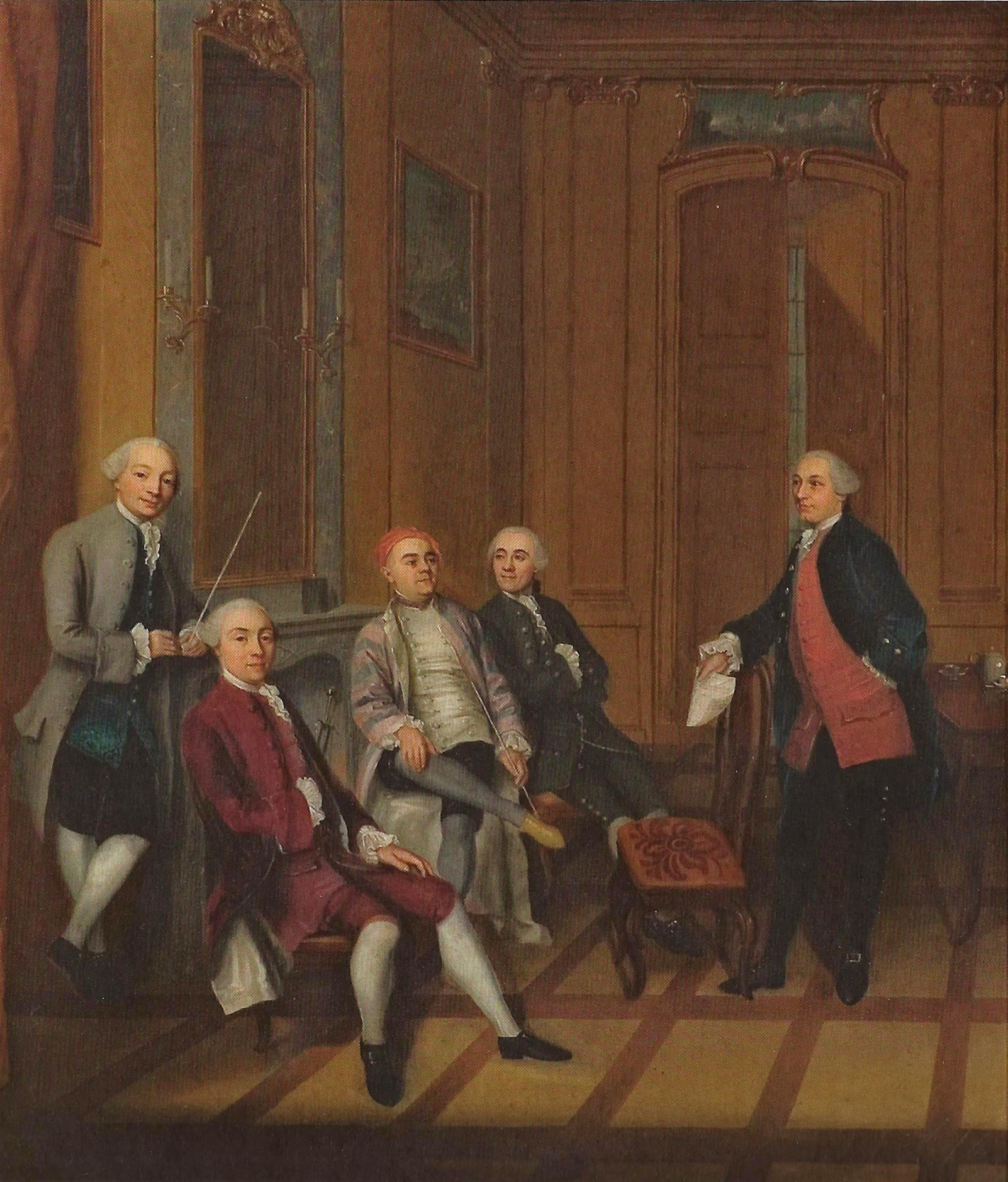
Johann Ludwig Aberli, Gruppenbild eines Leists (1758).

Leist bezeichnet in Bern spätestens seit dem ausgehenden 17. Jahrhundert einen geschlossenen Freundeskreis von Männern.

## Wortbedeutung
Dem Begriff Leist kann man sich etymologisch nur annähern. Sigmund von Wagner (1759–1835) sagt dazu in seinen Novae Deliciae Urbis Bernae: Dieser Name Leist-Stube kömmt daher, weil ehemals jeder Gesellschaftsgenosse, wenn er Etwas gegen die Gesellschafts-Gesetze gefehlt, oder Schulden gemacht hatte, die er nicht zahlen konnte, daselbst, auf seine Kosten, in Arrest sitzen, oder andere, auf seine Kosten daselbst zechen lassen musste, bis er bezahlt hatte. Die bernischen Gesellschaften (Zünfte) übten auf ihren Häusern, zu denen auch Gaststuben gehörten, bis ins 18. Jahrhundert innerhalb des Hauses die niedere Gerichtsbarkeit aus. Kleinere Delikte wurden mit Geldbussen oder Arrest geahndet. Am Beispiel des Schlosses Burgdorf erfahren wir, dass Gefängniszellen als Leiststuben bezeichnet wurden. Der Berner Mundartschriftsteller Rudolf von Tavel benutzt das Wort Leistung im Sinne von Busse bezahlen, und in der Umgangssprache hat sich der Begriff Leist für Schullehrer erhalten. Der Lehrer ist bis ins 20. Jahrhundert in hohem Masse ein Bestrafender. Es ist naheliegend, dass das Wort Leist im 18. Jahrhundert für Gruppen stand, die in den Gaststuben mit Vergnügen die Gesetze der Sittlichkeit übertraten.

## Geschichte
Sigmund von Wagner berichtet, es habe sich zu Beginn des 18. Jahrhunderts eine Gesellschaft gebildet, die sich in der Turmstube eines Turms der Ringmauer in der Nähe des Aarbergertors getroffen habe. Dieser Gesellschaft hätten auch Ratsherren angehört. Später hätte sich im Haus zum Mohren an der Neubrückstrasse der Mohrenleist gebildet, der auch Brittlerleist genannt wurde.  Dieser Leist habe bei den Ratsergänzungswahlen eine bedeutende Rolle gespielt. Von Wagner berichtet weiter von dem Major Kienberger, der im Berner Kaufhaus Wein ausschenkte. Hier sollen Ratsherren, Herren und Meister im Kaufhausleist gemeinsam getrunken und diskutiert haben. Vom Kaufhausleist hätten sich später sowohl der Tee-, als auch der Rauchleist abgeleitet. Der Rauchleist bezog 1769 die Räumlichkeiten im Erdgeschoss des Hôtel de Musique. Ähnliches wie von Wagner berichtet auch Emanuel Friedrich von Fischer: „So bildeten sich denn die sogenannten Leiste, geschlossene Vereinigungen einer Zahl von Männern, die an einem für sie bestimmten Orte zusammen kamen. [...]. Ausser der grossen und kleinen Societät, dem Hauptvereinigungspunkt des Patriciats, dem Kaufhaus- und dem Theeleist, wo ältere Magistraten und andere angesehene Männer zusammenkamen, bemerkte man den Rauchleist, den Literarleist u.a.m.“
Während der Rauchleist eine grössere Vereinigung blieb, entwickelten sich die Leiste nach der Mitte des 18. Jahrhunderts zu kleinen Freundeskreisen, in denen junge Männer der Oberschicht zusammengeschlossen wurden. Dass die Mitgliedschaft in einem Leist wohl bereits damals nicht auf Freiwilligkeit, sondern auf Arrangements der Eltern basierte, zeigen die Aufzeichnungen des Historikers und Schriftstellers Karl Ludwig Stettler, der bereits als Zehnjähriger Mitglied eines Leists war: „Sonntags hatten wir einen sogenannten Leist mit den Knaben von Erlach, Stettler von Frienisberg und von Riedburg, Benoit, May von Schöftland und bisweilen wurden dabey kleine Fehden geführt, bald mit anderen Leisten, oder mit der Jugend der Matten und der Mezgergasse [heute Rathausgasse], wobey es indess selten Wunden oder Beülen absezte.“
Überreste der Leiste im 18. Jahrhundert gibt es nur in geringem Mass, da die Leiste sehr locker organisiert waren. Nebst den als Freundeskreis gestalteten Leisten, die keine neuen Mitglieder aufnahmen, existierten einige konstituierte Leiste bis ins 19. Jahrhundert weiter, etwa der Neue Rauchleist, der Sommer- oder der Krähenbühlleist. Im Jahr 1818 gründeten einige junge Berner aus ratsfähigen, vor 1798 nicht regierenden Geschlechtern den Burgerleist, „von welchem kein rechtlicher Burger Berns ausgeschlossen ist.“ Den Anstoss zu dieser Idee gab der Philosophieprofessor Johann Rudolf Wyss. Der Burgerleist sollte allen offenstehen und zudem nach aussen wirken, was für einen Leist neu war. Er versammelte sich jeweils im Schützenhaus auf der Schützenmatt, dem traditionellen Versammlungsort der nicht regierenden Berner.
Traditionelle, als Freundeskreis organisierte Leiste existieren in Bern bis heute und werden seit spätestens dem 20. Jahrhundert traditionell nach erloschenen Geschlechtern Berns benannt und führen meist auch das entsprechende Familienwappen.
Mit dem 1863 gegründeten Lorraineleist adaptierte erstmals ein Quartierverein den Begriff Leist. Viele weitere Quartier- und Gassenleiste wurden seither gegründet.